# Isla Sado
La isla Sado (en japonés: 佐渡島 - 佐渡ヶ島) es una pequeña isla costera de Japón que se encuentra en aguas del mar de Japón frente a la costa occidental de la gran isla de Honshū, de la que la separa el estrecho de Sado. Administrativamente pertenece a la región de Chubu de la prefectura de Niigata. Desde 2004 la ciudad ha compuesto también toda la isla, aunque no todos los 855,26 km² de su área total están urbanizados. Sado, por superficie, es la sexta isla más grande del país después de la isla de Okinawa, y excluyendo los territorios del Norte.
La isla se compone de dos cadenas montañosas paralelas que recorren aproximadamente del suroeste al noreste, y que incluyen una llanura central. La de Osado (大 佐渡), en el norte, es ligeramente más alta, con picos como el monte Kinpoku (金 北山), el punto más alto de la isla, con 1.172 m, además de incluir el monte Myōken y el monte Donden. Kosado (小 佐渡) está en el sur, frente a la costa de Honshu. El punto más alto en Kosado es Ōjiyama (大地 山) con 645 m.
La llanura en el medio se llama Kuninaka (国 中) y es la zona más poblada. La llanura de Kuninaka abre en su parte oriental en la bahía de Ryotsu (両 津 湾), y en su lado occidental en la Bahía de la mano (真 野 湾), donde el río más largo, Kokufugawa (国 府 川), llega hasta al mar.
La isla tiene una forma simétrica. El Lago Kamo (加 茂 湖), en el lado oriental de Kuninaka, es de agua salada, y es un lugar cada vez más accesible para las ostras.

## Patrimonio agrícola mundial
El paisaje de la isla de Sado es un rico mosaico de varios sistemas socio-ecológicos que comprenden bosques secundarios, plantaciones, praderas, campos de arroz, humedales, canales de riego y embalses. Los que siguen las dos cadenas montañosas forman lo que se conoce como satoyama, y los que están cerca del mar, que comprenden además las orillas, los acantilados y las llanuras mareales que se cubren de algas y plantas marinas, se denominan satoumi.
Los paisajes satoyama y satoumi de la isla incluyen cultivos de arroz, judías, verduras, patatas, soba, frutales y arrozales en combinación con ganadería, plantas silvestres y hongos en los bosques. El arroz, el buey y los caquis están entre los mejores de Japón.
El satoyama de Sado es el último hábitat natural del ibis crestado japonés, que se alimenta en los campos de arroz y anida en los árboles altos. Esta ave se ha beneficiado de la extensión de los campos de arroz a las colinas más altas durante la era Edo (1603-1886), debido a las necesidades alimentarias, aunque esta práctica se conoce desde el periodo Yayoi, hace 1700 años.
La necesidad de conservar la existencia del ibis en los campos de arroz, en contraposición con las necesidades de la agricultura moderna, que prima el uso de compuestos químicos, ha hecho que la isla se considere parte de los Sistemas Importantes del Patrimonio Agrícola Mundial (SIPAM) con el epígrafe de "satoyama y satoumi en la isla de Sado en armonía con el ibis crestado japonés".